# Peter Higgs
Peter Higgs (anglès: Peter Ware Higgs)  (Newcastle upon Tyne, 29 de maig de 1929 - Edimburg, 8 d'abril de 2024) FRS, va ser un físic anglès, conegut per la seva explicació del mecanisme de ruptura de la simetria en la teoria electrofeble en els anys 60, explicant l'origen de la massa de les partícules elementals en general i dels bosons W i Z particularment. Aquest mecanisme prediu l'existència d'un nou bosó escalar elemental, el bosó de Higgs, descobert al CERN el 2012 pels experiments ATLAS i CMS.
El mecanisme de Higgs és un ingredient clau del model estàndard de física de partícules. Higgs va concebre el mecanisme el 1964 mentre realitzava una travessia pels Cairngorms, d'on va tornar al seu laboratori declarant que havia tingut una gran idea.
L'any 2013 va rebre, juntament amb el físic belga François Englert, el Premi Nobel de Física per la formulació de la teoria del bosó de Higgs.

## Biografia i educació
Higgs va néixer a Newcastle upon Tyne. El seu pare era un enginyer de so que treballava a la BBC. Pel fet que Peter patia asma infantil —i en part també per la feina del seu pare—, es van mudar a diversos llocs. Més tard, a causa de la Segona Guerra Mundial, també va haver de seguir mudant-se i, a causa d'això, Higgs va perdre bastants classes de l'ensenyament bàsic, i tenia per això molta formació a casa seva. Quan el seu pare va ser destinat a Bedford, Higgs es va quedar amb la seva mare a Bristol, on es va formar. Va assistir a l'Escola de Gramàtica de la ciutat, on va ser inspirat pel treball d'un dels alumnes de l'escola, Paul Dirac, el pare de la mecànica quàntica moderna.
A l'edat de 17 anys, Higgs es va canviar a la City of London School, on es va especialitzar en matemàtiques, després al King's College de Londres, on es va graduar en físiques amb el millor expedient; va fer un curs de postgrau i un doctorat en física. Va arribar a ser col·laborador d'investigació sènior en la Universitat d'Edimburg; després va tenir diversos llocs en la University College London i en l'Imperial College London abans de ser catedràtic en matemàtiques a l'University College London. Va tornar a la Universitat d'Edimburg el 1960 a prendre possessió del lloc de catedràtic en física teòrica, cosa que li va permetre d'establir-se a la ciutat on es va enamorar mentre era encara un estudiant.

## Treballs teòrics en física
Va anar a Edimburg quan es va interessar per la massa, i desenvolupà la idea que les partícules no tenien massa quan l'univers va començar, sinó que l'adquiriren una fracció de segon després, com a resultat de la interacció amb un camp teòric, ara conegut com el camp de Higgs. Higgs va postular que aquest camp penetra en l'espai, i dona a totes les partícules subatòmiques que hi interaccionen la seva massa.
Mentre el camp de Higgs es postula com el que confereix la massa als quarks i leptons, representa només una diminuta porció de la massa de les altres partícules subatòmiques, com protons i neutrons. En aquests, els gluons, que lliguen els quarks, confereixen la majoria de la massa de la partícula.
La base original del treball de Higgs prové del teòric nord-americà nascut al Japó, Yoichiro Nambu, de la Universitat de Chicago. El professor Nambu ha proposat una teoria coneguda com a ruptura espontània de la simetria electrofeble basada en el que se sap que succeïx en la superconductivitat de la matèria condensada. No obstant això, la teoria va predir partícules sense massa (el teorema de Goldstone), els resultats de la qual no van ser observats clarament en els experiments.
Higgs va escriure un article curt, eludint el teorema de Goldstone, i va ser publicat en Physics Letters, una revista europea editada en el CERN el 1964.
Posteriorment, Higgs va escriure un segon article, descrivint un model teòric (el mecanisme de Higgs), però va ser rebutjat (els editors van adduir que "no tenia rellevància òbvia per a la física"). Higgs va escriure un paràgraf extra i va enviar el seu article a Physical Review Letters, una revista americana en què l'article va acabar sent publicat aquest mateix any. Dos físics belgues, Robert Brout i François Englert de la Universitat Lliure de Brussel·les, havien arribat a la mateixa conclusió de manera independent i el físic nord-americà Philip Warren Anderson havia qüestionat també el teorema de Goldstone.
A Higgs, el molesta especialment que la partícula que duu el seu nom sigui coneguda també com a la "partícula de Déu", ja que és un ateu confés. Aquest àlies per al bosó de Higgs s'atribuïx habitualment a Leon Lederman, però realment és el resultat d'una mala edició de les publicacions de Lederman, ja que, originalment, va voler anomenar-la "la partícula maleïda" (de l'anglès goddamn) per la seva dificultat a ser detectada.
El 1980, es va crear una càtedra amb el seu nom en física teòrica. Va arribar a ser membre de la Royal Society el 1983 i membre de l'"Institute of Physics" el 1991. Es va retirar el 1996 i és professor emèrit en la Universitat d'Edimburg.
En l'LHC, que va començar a funcionar en el CERN a Suïssa al setembre de 2008, es va detectar una partícula amb propietats similars a les esperades per al bosó de Higgs. La descoberta fou feta pública el 4 de juliol de 2012. Gràcies a aquest fet, l'any 2013 Peter Higgs va rebre, juntament amb el físic belga François Englert, el Premi Nobel de Física per la formulació de la teoria del bosó de Higgs.